# شارلوت گور
شارلوت گور (انگلیسی: Charlotte Gurr؛ زادهٔ ۱۶ اوت ۱۹۸۹) بازیکن فوتبال اهل بریتانیا است.
از باشگاه‌هایی که در آن بازی کرده‌است می‌توان به تیم فوتبال زنان آرسنال و باشگاه فوتبال زنان چلسی اشاره کرد.